# Grande Manchester
La Grande Manchester, in inglese Greater Manchester, è una contea metropolitana inglese costituita nel 1974. Copre un'area approssimativamente pari alla conurbazione che circonda la città di Manchester. Essa è situata nella regione del North West England. La contea metropolitana consiste di dieci borghi metropolitani, incluse la città di Manchester e la città di Salford.
Il consiglio della contea era stato abolito nel 1986 nel quadro di una riforma degli enti provinciali, lasciando i suoi borghi nei fatti come singole autorità unitarie. Seppur la contea continuasse a esistere legalmente come contea cerimoniale costituendo il territorio di alcune agenzie governative gestite in solido dai dieci comuni della contea, la mancanza di un vero governo sovraccomunale si era risolta in un crescente disservizio per i cittadini. Nel 2011 è quindi stata istituita la Greater Manchester Combined Authority, rendendo la contea un'autorità combinata in grado di occuparsi degli interessi comuni dei dieci municipi. Le esigenze della democrazia hanno poi portato nel 2017 alla creazione di un sindaco a elezione popolare diretta.
La Grande Manchester confina con le contee di Cheshire, Derbyshire, West Yorkshire, Lancashire e Merseyside.
La contea comprende, oltre a Manchester, altri grossi centri come Bolton, Oldham, Rochdale, Salford, Stockport e Wigan. Mentre Manchester forma una conurbazione con Salford, Trafford e Stockport, altre città e distretti della contea metropolitana, come Bury e Wigan, sono chiaramente separati da tale conurbazione.

## Storia

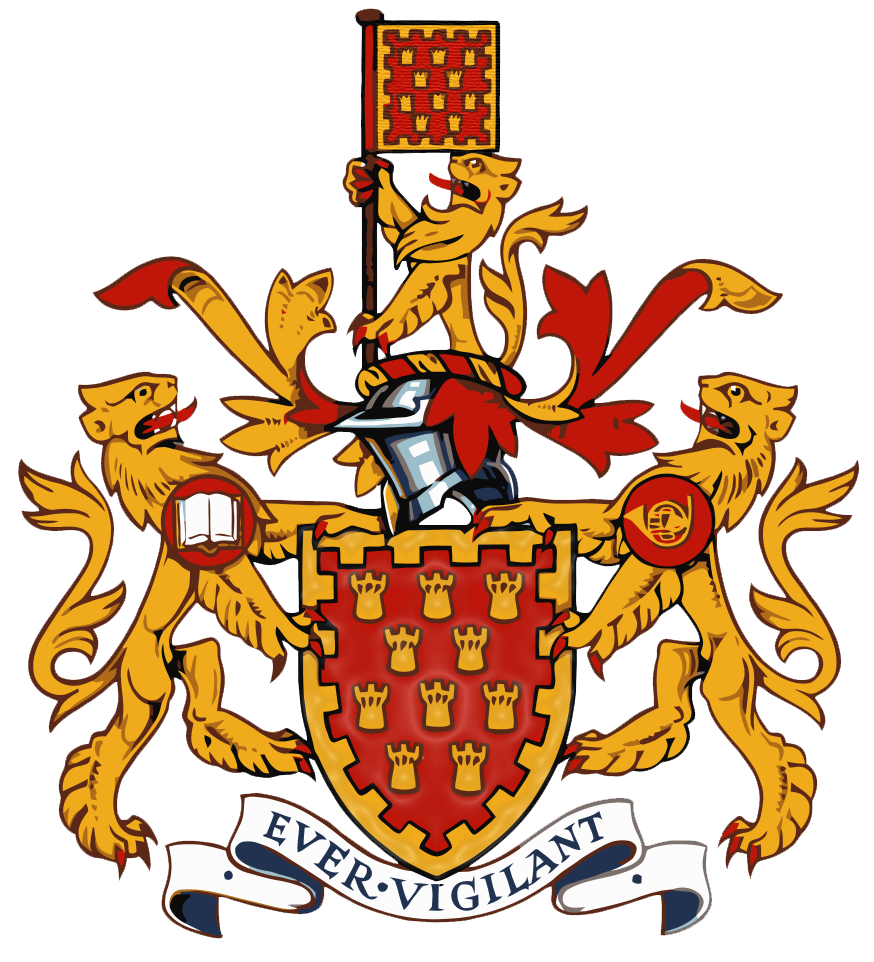
Stemma del vecchio consiglio provinciale

Prima del 1974 l'area della Grande Manchester apparteneva in maggioranza al Lancashire e in minoranza al Cheshire, con numerosi distretti indipendenti. L'area era informalmente conosciuta come SELNEC, come acronimo di "South East Lancashire and North East Cheshire", talvolta debordando anche su alcune parti del West Riding of Yorkshire e del Derbyshire.
La SELNEC fu proposta come un'area metropolitana dal rapporto Redcliffe-Maud (Redcliffe-Maud Report) del 1969. Tale area aveva grossolanamente l'odierno confine settentrionale della Greater Manchester, ma copriva molti più territori nel nord est Cheshire, inclusi Macclesfield e Warrington, e copriva anche Glossop nel Derbyshire.
Nel 1969 fu istituita un'autorità dei trasporto-passeggeri di SELNEC che copriva un'area inferiore a quella del SELNEC, ma alternativa a quella dei trasporti della Greater Manchester.
Sebbene il rapporto Redcliffe-Maud fosse stato rifiutato dal partito conservatore inglese al governo dopo le elezioni generali della Regno Unito del 1970 a esso fu commissionato di modificare il governo locale, dato che fu capito il bisogno di una contea basata su Manchester. L'area proposta fu più piccola di quella proposta dal rapporto per SELNEC, e aree marginali come Wilmslow, Warrington e Glossop furono escluse e incluse nelle contee extraurbane (o shire counties). Successivi cambiamenti furono quelli di suddividere i distretti metropolitani di Bury e Rochdale. L'attuale Greater Manchester è stata creata nel 1974 dall'Atto sul governo locale del 1972.

## Amministrazione

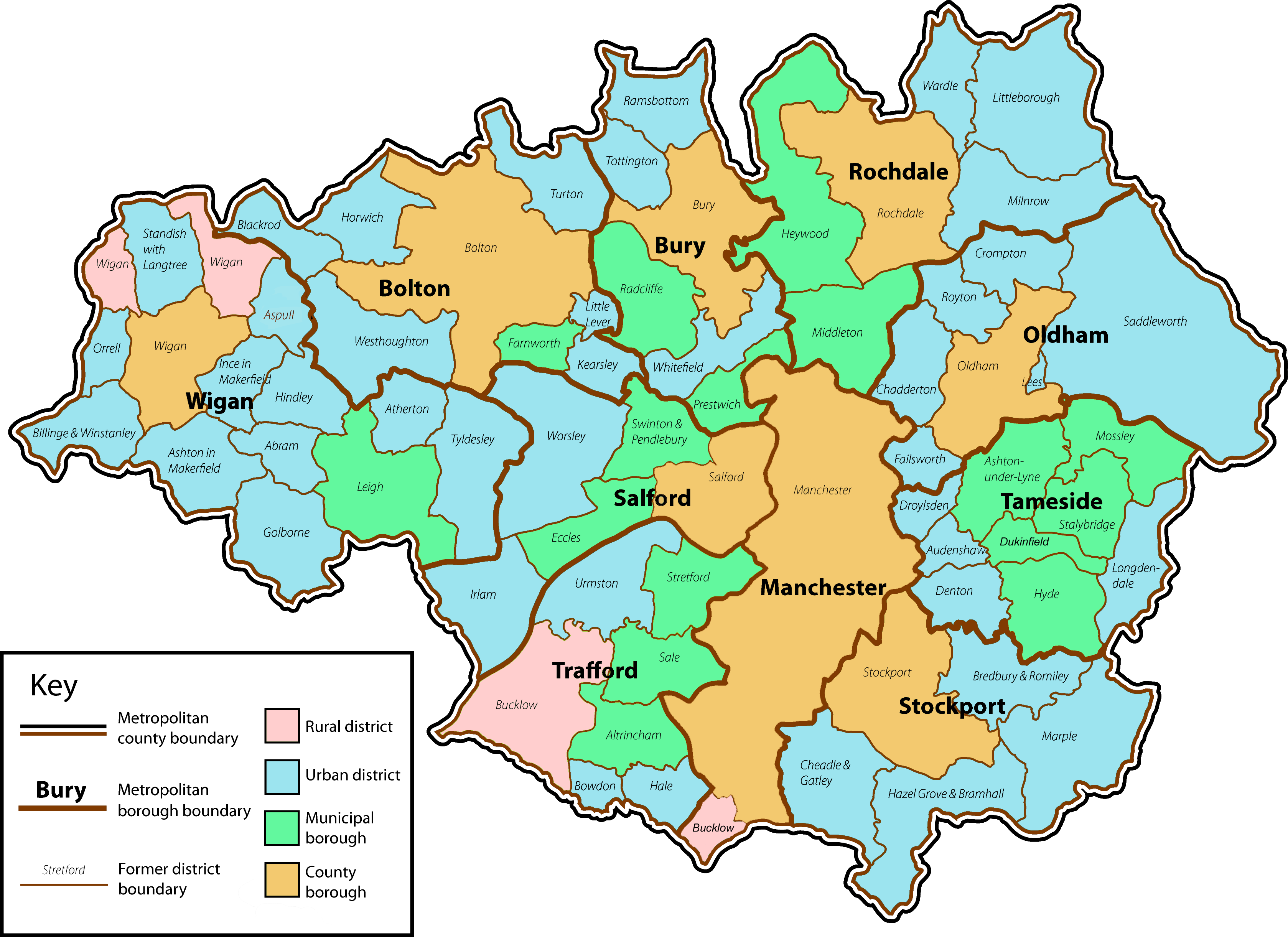
Mappa dei municipi precedenti la creazione di Greater Manchester

La Grande Manchester raggruppa i dieci borghi metropolitani seguenti: Bolton, Bury, Manchester, Oldham, Rochdale, Salford, Stockport, Tameside, Trafford e Wigan.
Per i primi dodici anni da quando la contea fu creata, nel 1974, essa ebbe un governo locale a doppio livello, e i borghi condividevano il potere con il consiglio di contea della Grande Manchester.
Tuttavia nel 1986, insieme ad altri cinque consigli di contea metropolitana e al consiglio della Grande Londra, il consiglio della contea della Grande Manchester fu abolito e la maggior parte dei suoi poteri fu demandata ai borghi, che divennero effettivamente delle autorità unitarie. La Grande Manchester rimase una delle contee cerimoniali con un luogotenente nobiliare, ma in effetti fu ridotta a un'entità riconosciuta per scopi statistici.
Nonostante l'abolizione del consiglio di contea i borghi dovevano comunque amministrare alcuni servizi necessariamente in comune, inclusi i servizi di trasporto passeggeri denominati Greater Manchester Passenger Transport Executive, il servizio di polizia Greater Manchester Police, i vigili del fuoco, le discariche Greater Manchester Waste Disposal Authority, e i servizi di ambulanza. I borghi divennero anche proprietari del gruppo che controlla l'aeroporto internazionale di Manchester, oltre a molti altri aeroporti inglesi.
Per mettere un freno all'ingovernabilità e ai disservizi derivanti da dieci municipi privi di un'autorità provinciale comune agli inizi del Duemila i borghi della Grande Manchester crearono l‘Association of Greater Manchester Local Authorities, un forum per coordinare vari problemi con un approccio a scala di contea. La mancanza di un vincolo legale non risolse tuttavia i problemi.

### Greater Manchester Combined Authority

Logo GMCA

La prima tappa nella soluzione dei problemi avvenne nel 2011 quando venne creata la Greater Manchester Combined Authority, un'autorità combinata con poteri di governo metropolitano. L’autorità fu in questa prima fase composta solo dai rappresentanti dei municipi, ma con decisioni vincolanti per tutti. I poteri conferiti riguardarono i trasporti e l’urbanistica, oltre a un coordinamento dei servizi sociali.

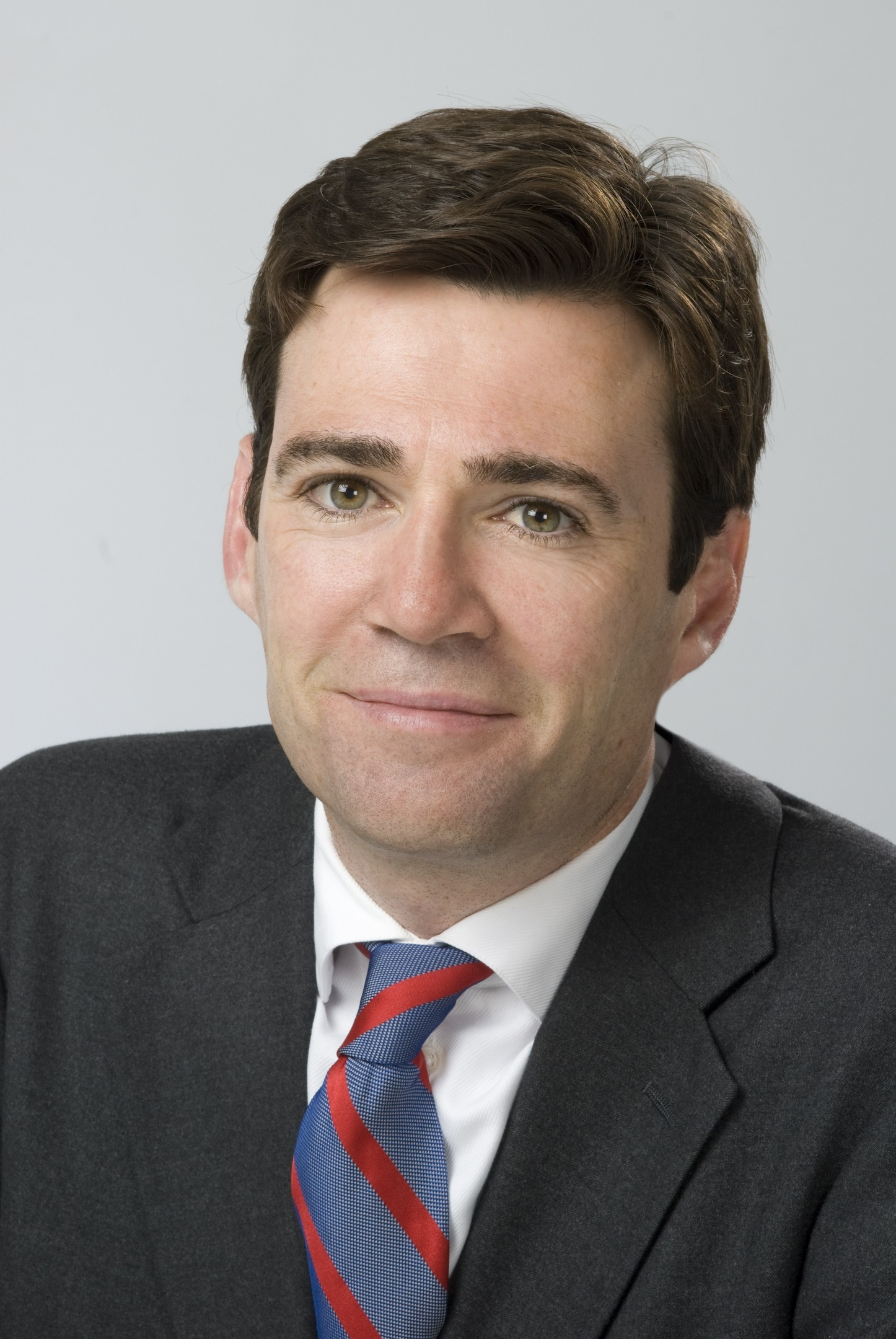
Il sindaco Andy Burnham

Il dibattito sugli ulteriori sviluppi nei poteri dell’autorità si scontrò però con il deficit democratico di un ente di secondo livello. Per rimediare venne deciso di fare presiedere l’autorità da un sindaco eletto direttamente dai cittadini. Le prime elezioni si tennero nel 2017, creando la nuova carica del Sindaco della Grande Manchester, con mandato quadriennale. La scelta avviene attraverso il sistema elettorale del voto alternativo. La piena legittimita della nuova figura politica permise di affidargli nuovi poteri, in particolare quello di capo della polizia.
L'autorità si compone quindi oggi di 11 membri votanti, il sindaco e un rappresentante per ciascun borgo. I rappresentanti sono sottoposti a vincolo di mandato, potendo essere sempre sostituiti dal proprio municipio. A ciascun rappresentante sono conferite le deleghe per un ramo dell'amministrazione e lo stesso avviene per i due membri supplenti non votanti nominati dal sindaco: il vicesindaco e il consigliere del sindaco.

### Suddivisioni
La Grande Manchester si compone di dieci municipi.
|  | 1. Città di Manchester 2. Stockport 3. Tameside 4. Oldham 5. Rochdale 6. Bury 7. Bolton 8. Wigan 9. Città di Salford 10. Trafford |

| Contea metropolitana | Distretto metropolitano | Distretto metropolitano | Centro di amministrazione | Insediamenti principali |
| -------------------- | ----------------------- | ----------------------- | ------------------------- | --- |
| Grande Manchester    | Bury                    |                         | Bury                      | Prestwich, Radcliffe, Ramsbottom, Tottington, Whitefield |
| Grande Manchester    | Bolton                  |                         | Bolton                    | Blackrod, Farnworth, Horwich, Kearsley, Little Lever, South Turton, Westhoughton                                                                                           |
| Grande Manchester    | Manchester              |                         | Manchester                | Blackley, Burnage, Cheetham Hill, Chorlton-cum-Hardy, Didsbury, Ringway, Withington, Wythenshawe,                                                                          |
| Grande Manchester    | Oldham                  |                         | Oldham                    | Chadderton, Shaw and Crompton, Failsworth, Lees, Royton, Saddleworth |
| Grande Manchester    | Rochdale                |                         | Rochdale                  | Heywood, Littleborough, Middleton, Milnrow, Newhey, Wardle |
| Grande Manchester    | Salford                 |                         | Swinton                   | Eccles, Walkden, Worsley, Salford, Irlam, Pendlebury, Cadishead |
| Grande Manchester    | Stockport               |                         | Stockport                 | Bramhall, Bredbury, Cheadle, Gatley, Hazel Grove, Marple, Reddish, Romiley                                                                                                 |
| Grande Manchester    | Tameside                |                         | Ashton-under-Lyne         | Audenshaw, Denton, Droylsden, Dukinfield, Hyde, Longdendale, Mossley, Stalybridge                                                                                          |
| Grande Manchester    | Trafford                |                         | Stretford                 | Altrincham, Bowdon, Hale, Old Trafford, Sale, Urmston |
| Grande Manchester    | Wigan                   |                         | Wigan                     | Abram, Ashton-in-Makerfield, Aspull, Astley, Atherton, Bryn, Golborne, Higher End, Hindley, Ince-in-Makerfield, Leigh, Orrell, Standish, Shevington, Tyldesley, Winstanley |

Nella Grande Manchester esistono quattordici parrocchie civili, ossia frazioni comunali dotate di un consiglio locale eletto democraticamente e fornito di alcuni poteri e di un piccolo budget devoluto dal proprio municipio.

### Collegi parlamentari
La Grande Manchester è rappresentata alla Camera dei Comuni da 27 deputati.
- Altrincham and Sale West
- Ashton-under-Lyne
- Blackley and Broughton
- Bolton North East
- Bolton South East
- Bolton West
- Bury North
- Bury South
- Cheadle
- Denton and Reddish
- Hazel Grove
- Heywood and Middleton
- Leigh
- Makerfield
- Manchester Central
- Manchester Gorton
- Manchester Withington
- Oldham East and Saddleworth
- Oldham West and Royton
- Rochdale
- Salford and Eccles
- Stalybridge and Hyde
- Stockport
- Stretford and Urmston
- Wigan
- Worsley and Eccles South
- Wythenshawe and Sale East

## Monumenti e luoghi d'interesse
- Buckton Castle
- Bramall Hall, Bramhall
- Salford Quays, Salford
- Smithills Hall
- Wythenshawe Hall
- Astley Cheetham Art Gallery, Ashton-under-Lyne
- Museum of the Manchester Regiment, Ashton-under-Lyne
- Park Bridge Heritage Centre
- Old Trafford, sede del Manchester United FC
- Old Trafford, home of Lancashire County Cricket Club
- Imperial War Museum North